# Moi, Tina
Moi, Tina (en anglais : I, Tina) est un livre autobiographique de la chanteuse de rock Tina Turner, paru en 1986 et co-écrit avec le correspondant de MTV et critique de musique Kurt Loder. 
Il décrit l'histoire de Turner, depuis la fille qui est née et a grandi à Nutbush au Tennessee, jusqu'à sa première accession à la notoriété sous la direction du célèbre musicien de blues Ike Turner, sa relation tumultueuse avec ce dernier qui a fini en 1976 par leur divorce, puis son retour dans les années 1980 qui en a fait une superstar internationale.
Le livre est devenu un succès d'édition mondial et a abouti à l'adaptation cinématographique Tina (en anglais : What's Love Got to Do with It), sorti en 1993 avec Angela Bassett interprétant le rôle de Turner,.

## Rééditions
Le livre a fait l'objet de plusieurs rééditions dans sa version originale : 
- le 18 septembre 1986 chez Viking  (ISBN 9780670808731) ;
- le 14 mars 1987 chez Penguin Books Ltd  (ISBN 9780140084764) ;
- le 22 juin 2010 chez Dey Street Books  (ISBN 9780061958809).